# Ел Муџахид
Ел Муџахид или Ел Муџахедин је назив војне јединице која је током рата у БиХ деловала на подручју средње Босне и Херцеговине, а чинили су је углавном добровољци из исламских земаља, који су се борили у саставу Армије Републике Босне и Херцеговине.

## Долазак у БиХ
У току рата у БиХ се на страни тадашње Армије Републике Босне и Херцеговине, као владиних снага с бошњачко-муслиманском већином, борили и добровољци из бројних исламских земаља, попут Саудијске Арабије, Пакистана, Турске, Алжира, Авганистана, Египта, Ирана, Судана и Сирије. Већином се радило о верским борцима — муџахединима, по чему је јединица и добила назив.
Према књизи Пси рата на Балкану Драгана Џамића, центри за обуку и боравак муџахедина саграђени су у селу Арнаути, шест километара од Зенице према Какњу, у бившем омладинском селу Немила, у одмаралишту зеничке железаре Бистричак, у школи у Страњанима, Црквици и селу Касаповић. Све више су примећивани у Зеници, Тузли, Цазинској крајини, код села Горња Копривна и Злопољац, у околини Тешња и Брезе. Почетком септембра 1992. у Босну је стигло око 250 „светих ратника” из Турске, Ирана, Бахреина и Катара.
Многи од њих су били припадници терористичке групе Ел Мухаџирун, са око 200 Енглеза пакистанског порекла, војнички обучени у Пакистану од стране пакистанске терористичке групе Харкат ел Анзар.
Муџахедини су били распоређивани у најфанатичнијим одредима, који су се називали и Муслиманским одбрамбеним снагама (МОС), где су им поверавана места инструктора, заповедника и верских повереника. Кад нису ратовали, радили су на ширењу ислама међу локалним становништвом, стриктном поштовању његових правила и изворном тумачењу Курана. Део њих се и данас налази на простору Федерације Босне и Херцеговине и активно делују у склопу исламске заједнице и разних хуманитарних организација, како домаћих тако и страних, првенствено из арапских земаља.

### На српском, бошњачком, хрватском
- Амиџић, Горан М. (2013). Повезаност организованог криминала и тероризма као претња безбедности Босне и Херцеговине (докторска дисертација). Београд: Факултет безбедности Универзитета у Београду.
- Azinović, Vlado (2007). Al-Kai’da u Bosni i Hercegovini – mit ili stvarna opasnost?. Sarajevo: Radio Slobodna Europa.
- Azinović, Vlado; Jusić, Muhamed (2015). „Zov rata u Siriji i bosanskohercegovački kontigent stranih boraca” (PDF). Atlantska inicijativa.
- Филијовић, Марко (2014). Исламски фундаментализам и заштита државе: упоредна студија случаја Северни Кавказ и Западни Балкан (докторска дисертација). Београд: Факултет безбедности Универзитета у Београду.
- Hećimović, Esad (2009). Garibi: mudžahedini u BiH: 1992 — 1999. Beograd: Dan Graf: South East European Media Organisation — SEEMO.  157031436
- Kolman, Evan (2006). Džihad Al Kaide u Evropi: avganistansko - bosanska mreža. Beograd: Udruženje pitomaca Centra Džordž Maršal: Altera.  130393356
- Панков, Милош (2016). Дискурс анализа медијског извештавања у локалним ратним сукобима у Југославији од 1991. до 1995. године (докторска дисертација) (PDF). Нови Сад: Филозофски факултет Универзитета у Новом Саду.
- Puhalo, Srđan; Abazović, Dino (2016). Selefije u Bosni i Hercegovini : ko su oni, kako ih drugi vide i kako se izvještava o njima : socio-psihološka studija (PDF). Banja Luka: Pro Educa. Архивирано из оригинала (PDF) 30. 07. 2018. г. Приступљено 29. 07. 2018.
- Tanasković, Darko (2002). Islam i mi. Beograd: Partenon.  97948684
- Трифковић, Срђа (2007). Сенка џихада. Београд: Српска књижевна задруга.  136981260
- Sejdžmen, Mark (2006). Terorističke mreže. Beograd: Udruženje diplomaca Centra Džordž K. Maršal : Altera.  134986508
- Суботић, Милован (2015). Екстремизам под окриљем религије — Исламистички екстремизам на примерима БиХ и Србије. Београд: Медија центар „Одбрана”.  218048780
- Šindler, Džon R. (2009). Nesveti teror : Bosna, Al Kaida i uspon globalnog džihada. Beograd: Službeni glasnik.  158123532

### На енглеском
- Azinović, Vlado (2007). „Challenges to International Security: The Case of Bosnia‐Herzegovina” (PDF). HUMSEC. Архивирано из оригинала (PDF) 03. 03. 2016. г. Приступљено 21. 04. 2016.
- Burke, Jason (2002). Al-Qaeda: Casting a Shadow of Terror.
- Burn, J. Millard; Collins, Robert O. (2006). Alms for Jihad: Charity and Terrorism in the Islamic World. Cambridge: Cambridge University Press. ISBN 9780521673952.
- Bronitsky, Jonathan (2010). „British foreign policy and Bosnia: The rise of Islamism in Britain, 1992—1995” (PDF). International Centre for the Study of Radicalisation and Political Violence. Архивирано из оригинала (PDF) 1. 8. 2014. г. Приступљено 21. 4. 2016.
- Deliso, Christopher (2007). The Coming Balkan Caliphate: The Threat of Radical Islam to Europe and the West. Westport, CT: Greenwood Publishing Group. ISBN 978-0-275-99525-6.
- Galli, Aasta; Harris, Sophie; Hughes, Joshua; Lisma, Aino; Mohammed, Farheen; We, Julia (2013). „Bosnia’s Role in the Syrian Conflict” (PDF). Richardson institute.
- Hoare, Marko Atilla (2008). „Review: Unholy Terror: Bosnia, al-Qa’ida, and the Rise of Global Jihad” (PDF). Dissent magazine.
- International Crisis Group (2001). „Bin Laden and the Balkans:The Politics of Anti-terrorism”. ICG Balkans Report. 119.
- Jacquard, Ronald (2002). In the Name of Osama Bin Laden: Global Terrorism and the Bin Laden Brotherhood. Collingdale, Pennsylvania: Diane Pub Co. ISBN 9780756767112.
- Kepel, Gilles (2006). Jihad: The Trail of Political Islam. London: I. B. Tauris.
- Lebl, Leslie S. (2014). Islamism and Security in Bosnia-Herzegovina. Strategic Studies Institute. ISBN 978-1-58487-622-9.
- Schindler, John R. (2008). Unholy Terror: Bosnia, al-Qa’ida, and theRise of Global Jihad. Zenith Press.
- Shay, Shaul (2007). Islamic Terror and the Balkans. New Brunswick: Transaction Publishers.
- Trifunović, Darko; Mijalkovski, Milan (2014). „Terrorist threats by balkans radical islamist to interanational security”. Politikologija religije. VIII/2.
- van Zuijdewijn, Jeanine de Roy; Bakker, Edwin (2014). „Returning Western foreign fighters: The case of Afghanistan, Bosnia and Somalia”. ICCT Background Note.

### Судске пресуде
- ICTY: Delić (2008). „Tužilac protiv Rasima Delića (prvostepena presuda)” (PDF). Međunarodni krivični sud za bivšu Jugoslaviju.
- ICTY: Hadžihasanović & Kubura (2006). „Tužilac protiv Envera Hadžihasanovića i Amira Kubure (prvostepena presuda)” (PDF). Međunarodni krivični sud za bivšu Jugoslaviju.

Напомена: Овај текст или један његов део је преузет са веб сајта хрватског часописа Хрватски војник. Види дозволу.